# Walköpfe
Die Walköpfe (Cetomimidae; griech. ketos „Wal“, mimos „Nachahmer“) sind eine Familie von Tiefseefischen. Sie sind in den Meeren der südlichen Hemisphäre weit verbreitet und gehen bis in eine Tiefe von 3500 Metern.

## Merkmale
Walköpfe fallen durch ihr großes, tief gespaltenes Maul auf und haben oft eine tief rote oder orange Farbe. Licht dieser Wellenlänge wird schon in oberen Wasserschichten herausgefiltert, so dass sie in der Tiefe tief schwarz erscheinen. Rücken- und After-Flosse befinden sich weit hinten am Körper, Bauchflossen fehlen. Die Tiere haben keine Schwimmblase. Angepasst an das Leben in großen Tiefen haben die Fische nur sehr kleine Augen, aber ein sehr gut entwickeltes Seitenlinienorgan. Ihre lockere, unbeschuppte Haut und der Mangel an Leuchtorganen unterscheiden sie von den anderen Walkopfartigen. Die größte Art, Gyrinomimus grahami, erreicht eine Länge von 39 Zentimetern.
Zwischen Weibchen und Männchen der Walköpfe besteht ein so starker Geschlechtsdimorphismus, dass die Männchen als selbständige, „Megalomycteridae“ genannte Fischfamilie beschrieben wurden. Männchen werden maximal 3,5 Zentimeter lang. Außerdem weichen die Larven der Cetomimidae anatomisch so stark von den ausgewachsenen Tieren ab, dass auch für sie eine eigene Fischfamilie aufgestellt wurde, die Wunderflosser (Mirapinnidae). So wurden z. B. die Männchen von Cetostoma regani als „Cetomimoides parri“, die Larven als „Parataeniophorus gulosus“ beschrieben. Die Zusammenhänge wurden erst im Jahr 2009 erkannt.

## Lebensweise
Walköpfe ernähren sich von allerlei Krebstieren. Ihre Mägen sind extrem dehnbar, so dass sie auch größere Beute verschlucken können. Da der einzige Zweck der Männchen ist, Samenzellen zu liefern, lohnt sich ein stärkeres Größenwachstum nicht. Die Weibchen dagegen werden größer, um möglichst viele Eizellen zu bilden. Wie viele Tiefseefische machen die Walköpfe im Tagesablauf eine Vertikalwanderung mit. Jeden Abend wandern sie in Wasserschichten oberhalb von 700 Meter, um bei Tagesanbruch wieder in den Tiefen zu verschwinden. Jungtiere scheinen flacheres Wasser zu bevorzugen.

## Systematik
Es gibt 26 Arten in 14 Gattungen.
- Ataxolepis
  - Ataxolepis apus Myers & Freihofer, 1966.

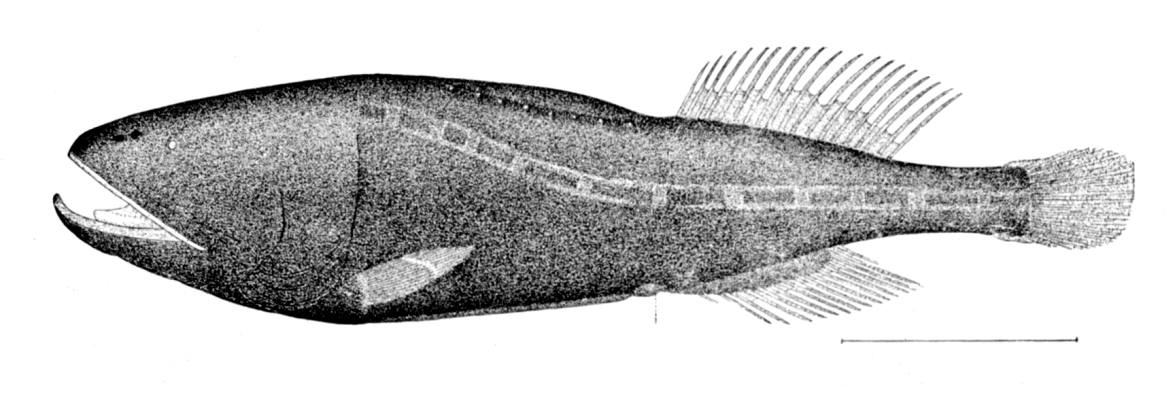
Ditropichthys storeri

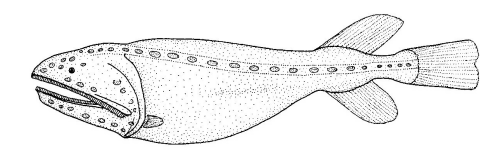
Gyrinomimus grahami

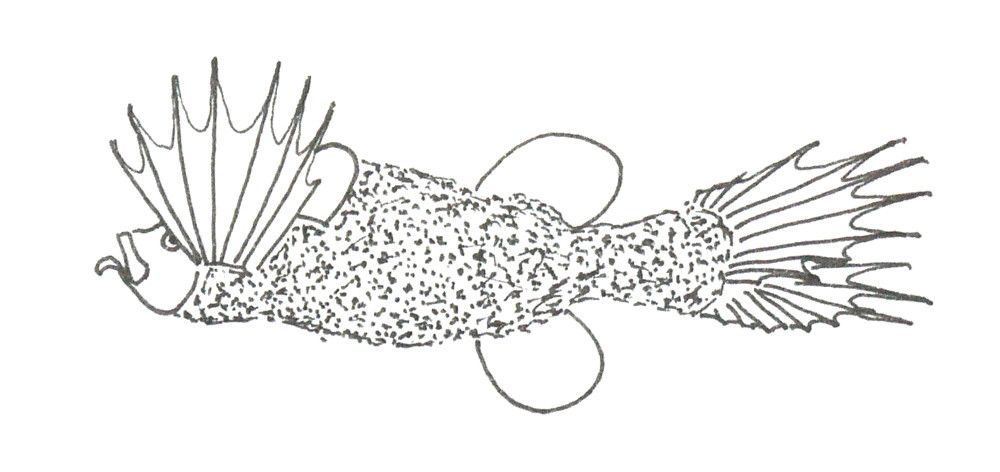
Mirapinna esau, postlarvales Jungfischstadium

  - Ataxolepis henactis Goodyear, 1970.
- Cetichthys
  - Cetichthys indagator (Rofen, 1959).
  - Cetichthys parini Paxton, 1989.
- Cetomimus
  - Cetomimus compunctus Abe, Marumo & Kawaguchi, 1965.
  - Cetomimus craneae Harry, 1952.
  - Cetomimus gillii Goode & Bean, 1895.
  - Cetomimus hempeli Maul, 1969.
  - Cetichthys indagator (Rofen 1959).
  - Cetomimus kerdops Parr, 1934.
  - Cetomimus picklei (Gilchrist, 1922).
  - Cetomimus teevani Harry, 1952.
- Cetostoma
  - Cetostoma regani Zugmayer, 1914.
- Danacetichthys
  - Danacetichthys galathenus Paxton, 1989.
- Ditropichthys
  - Ditropichthys storeri (Goode & Bean, 1895).
- Eutaeniophorus
  - Eutaeniophorus festivus (Bertelsen & Marshall 1956).
- Gyrinomimus
  - Gyrinomimus andriashevi Fedorov, Balushkin & Trunov, 1987.
  - Gyrinomimus bruuni Rofen, 1959.
  - Gyrinomimus grahami Richardson & Garrick, 1964.
  - Gyrinomimus myersi Parr, 1934.
  - Gyrinomimus parri Bigelow 1961.
- Megalomycter
  - Megalomycter teevani Myers & Freihofer 1966.
- Mirapinna
  - Mirapinna esau Bertelsen & Marshall, 1956.
- Notocetichthys
  - Notocetichthys trunovi Balushkin, Fedorov & Paxton, 1989.
- Parataeniophorus Bertelsen & Marshall, 1956
  - Parataeniophorus brevis Bertelsen & Marshall 1956.
- Rhamphocetichthys
  - Rhamphocetichthys savagei Paxton, 1989.
- Vitiaziella
  - Vitiaziella cubiceps Rass 1955.